# هولگر فاخ
هولگر فاخ (آلمانی: Holger Fach؛ زادهٔ ۶ سپتامبر ۱۹۶۲) بازیکن و مربی فوتبال اهل آلمان بود.
از باشگاه‌هایی که در آن بازی کرده‌است می‌توان به باشگاه فوتبال بروسیا مونشن‌گلادباخ، باشگاه فوتبال بایر ۰۴ لورکوزن، باشگاه فوتبال مونیخ ۱۸۶۰، باشگاه فوتبال فورتونا دوسلدورف، و باشگاه فوتبال اوردینگن ۰۵ اشاره کرد.
وی همچنین در تیم ملی فوتبال آلمان بازی کرده‌است.
وی در مسابقات کشوری و بین‌المللی در مجموع برندهٔ ۱ مدال برنز شده‌است.